# 无苞杓兰
无苞杓兰（学名：Cypripedium bardolphianum），为兰科杓兰属下的一个植物种。